# Ліонель Матіс
Ліонель Матіс (фр. Lionel Mathis, нар. 4 жовтня 1981, Монтрей) — французький футболіст, півзахисник. Відомий завдяки виступам за клуби «Осер» та «Генгам».

## Ігрова кар'єра
Народився 4 жовтня 1981 року в місті Монтрей. Вихованець академії «ІНФ Клерфонтен», з якої 1998 року потрапив в структуру «Осера». З молодіжною командою цього клубу 1999 року виграв Кубок Гамбарделла.
У дорослому футболі дебютував 2001 року виступами за основну команду «Осера», в якій провів шість сезонів, взявши участь у 212 матчах чемпіонату. Більшість часу, проведеного у складі «Осера», був основним гравцем команди і допоміг команді у 2003 і 2005 роках виграти Кубок Франції, а також був визнаний найкращим молодим гравцем Ліги 1 у 2003 році.
Протягом сезону 2007/08 років захищав кольори «Сошо», але закріпитись в команді не зумів, зігравши за сезон лише 20 матчів (16 у Лізі 1, 3 у національному кубку і один у кубку ліги).
Через це влітку 2008 року Ліонель був відданий в оренду в клуб Ліги 2 «Генгам», з яким в тому ж сезоні став володарем кубка Франції. Влітку 2009 року підписав повноцінний контракт з «Генгамом», з яким наступного сезону дебютував в Суперкубку Франції, а також зіграв в Кубку УЄФА. Проте в обох турнірах «Генгам» зазнав поразок (0:2 від «Бордо» в суперкубку і 2:8 за сумою двох матчів від «Гамбурга»). До того ж і в чемпіонаті команда несподівано зайняла 18 місце і вилетіла в третій дивізіон. Після пониження у сезоні 2010/11 Ліонель став основним гравцем і допоміг команді зайняти третє місце і повернутись в Лігу 2, де команда провела два сезони, після чого за підсумками сезону 2012/13 вийшла в Лігу 1. В елітному дивізіоні Матіс продовжив бути лідером команди, яка змогла зберегти прописку, а також виграла Кубок Франції 2014 року. За сім сезонів за команду з Генгама відіграв 245 матчів у всіх турнірах, забивши 8 голів.
У липні 2016 залишив «Генгам» та на правах вільного агента повернувся до рідного «Осера», у складі якого влітку 2017 і завершив кар'єру.

## Виступи в збірній
Виступав за збірні Франції різних вікових категорій. 2000 року у складі збірної до 18 років Матіс став юнацьким чемпіоном Європи.
А 2002 року у складі збірної до 21 року став молодіжним віце-чемпіоном Європи.

## Титули і досягнення

### Клубні
- Володар Кубка Гамбарделла: 1999
- Володар Кубка Франції: 2003, 2005, 2009, 2014

### Збірна
- Юнацький чемпіон Європи: 2000
- молодіжний віце-чемпіон Європи: 2002

### Індивідуальні
- Найкращий молодий гравець Ліги 1: 2003